# Resolució 1986 del Consell de Seguretat de les Nacions Unides
La Resolució 1986 del Consell de Seguretat de les Nacions Unides fou adoptada per unanimitat el 13 de juny de 2011. Després de reafirmar totes les resolucions sobre el conflicte de Xipre, en particular les resolucions 1251 (1999) i 1953 (2010), el Consell va ampliar el mandat de la Força de les Nacions Unides pel Manteniment de la Pau a Xipre (UNFICYP) durant sis mesos més fins al 15 de desembre de 2011, i va demanar una intensificació de les negociacions entre els líders grecoxipriotes turcoxipriotes.

## Resolució

### Observacions
El Consell de Seguretat va assenyalar que el govern de Xipre havia acceptat la presència contínua de la UNFICYP a l'illa. La solució al conflicte l'havien de trobar els propis xipriotes i hi havia una oportunitat única per assolir un acord durador. Hi havia haver avenç en les converses de pau, però al Consell li preocupava que el progrés era lent i amb la "inacceptabilitat" de l'statu quo. Va donar la benvinguda a la implementació de mesures de foment de la confiança tant per Xipre com per Xipre del Nord i va encoratjar a altres punts de creuament que s'obrien al llarg de la Línia verda.
El Consell era convençut que un acord durador de la controvèrsia de Xipre seria beneficiosa per a tots els xipriotes i la situació en la zona d'amortiment milloraria si ambdues parts acceptessin l'aide-mémoire de 1989 utilitzat per les Nacions Unides. Estava convençut que minar la credibilitat de les Nacions Unides era perjudicial per al procés de pau. A més, el Consell acollia amb beneplàcit el progrés en les activitats de desminatge, els esforços del Comitè de Persones Desaparegudes i acceptava que la participació activa dels grups de la societat civil i els contactes bimensuals era essencial per al procés polític. Calia centrar els missatges públics en el "camí cap endavant".

### Actes
La resolució va donar la benvinguda al progrés de les negociacions i la perspectiva d'avançar en un futur proper cap a un acord. En aquest sentit, va fer una crida als dos líders xipriotes per intensificar les negociacions, millorar l'ambient i augmentar la participació de la societat civil. A més, ambdues parts foren convocades a participar en consultes sobre la demarcació de la zona d'amortiment i l'aide-mémoire de 1989.
Es va instar a la part turcoxipriota a restaurar l'statu quo militar a Strovilia existent abans del 30 de juny del 2000. També va demanar accés als desminadors. Finalment, es va demanar al secretari general Ban Ki-moon que presentés un informe abans de l'1 de desembre de 2011 sobre l'aplicació de la resolució actual.